# La Bonne (institution)
Pour les articles homonymes, voir Bonne.
Ne doit pas être confondu avec La Bonne (film).
La Bonne, de son nom officiel Centre de Cultura de Dones Francesca Bonnemaison, est un centre culturel du quartier de Sant Pere, à Barcelone, consacré à la rencontre, l'échange et la création des femmes.

## Présentation

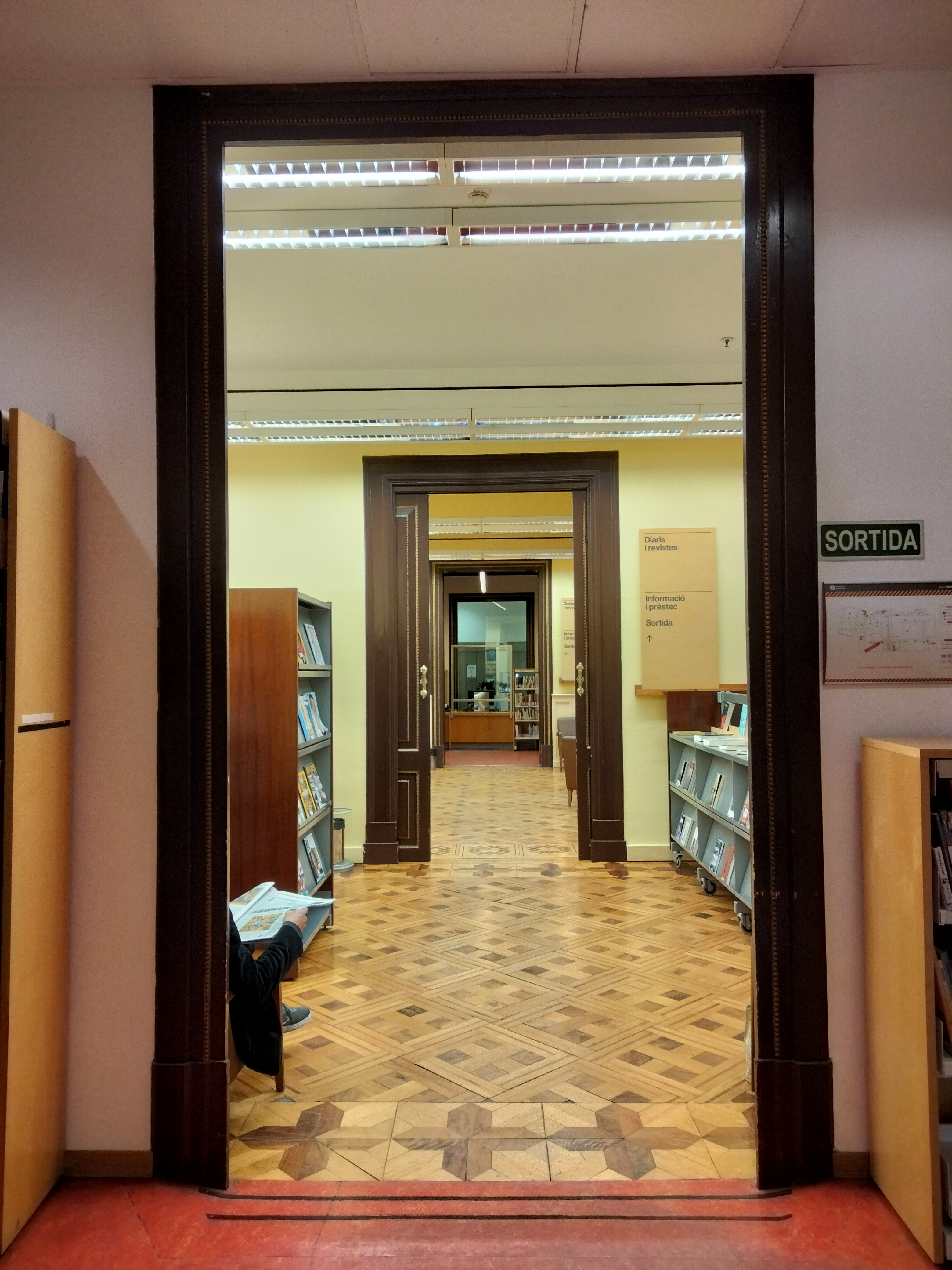
La bibliothèque.

L'institution porte le nom de l'universitaire Francesca Bonnemaison i Farriols. Elle dispose d'une salle de réunion, de plusieurs salles de conférences et d'ateliers consacrés aux droits des femmes. 
Elle succède, après la dictature franquiste, à l'Institut de la Culture et à la Bibliothèque Populaire de la Femme, fondés en mars 1909 par Francesca Bonnemaison.

## Membres historiques
- Aurora Bertrana (1892-1974), écrivaine et musicienne;
- Maria Josep Colomer i Luque (1913-2004), aviatrice;
- Rosa Sensat (1873-1961), universitaire;
- Enriqueta Sèculi (1897-1976), sportive;
- Isabel Güell i López (1872-1956), musicienne;
- Victòria Pujolar Amat (1921-2017), peintre et résistante.

## Expositions
- 2015 : exposition de l'œuvre de Victòria Pujolar Amat,  personnalité de la Seconde Guerre mondiale et de la Guerre froide[5].

## Postérité
Les Archives historiques de la ville de Barcelone gardent un important fonds documentaire appartenant à l'institution, notamment dans la période 1909-1939.